# Ramiro de la Puente González-Nandín

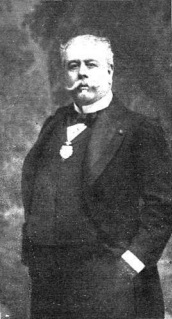
El marqués de Alta Villa fotografiado por Kaulak

José Ramiro de la Puente y González Nandín, conocido por su título nobiliario de marqués de Alta Villa, nació en la ciudad de Sevilla el 28 de abril de 1845, y falleció en Madrid el 16 de diciembre de 1909. Abogado del Estado español, luego se dedicó al negocio de la minería y la fundición de cobre. Inserto en el mundo de la minería nuevas técnicas propuestas para mejoras y aplicaciones militares durante los acontecimientos de 1871, fue galardonado con la Cruz de Carlos III y la de clase al Mérito Militar segundo. Durante siete años (1875 a 1882), al servicio de la reina Isabel II, es su secretario particular y su mayordomo. Durante este periodo se interesó por diversos temas como la mejora de la granja y de caza. 
El marqués de Alta Villa se quedó en Francia. A la muerte del mariscal Davoust, adquirió el castillo de Savigny-sur-Orge , donde recibió en 1869, Isabel II en el exilio. También asistió a la Basilewski renombrado Hotel Palacio de Castilla, ubicado en la Avenida Kléber, propiedad de la reina y punto de encuentro de la colonia española en París. 
Con la restauración de los Borbones en 1876, Isabel II regresó a España con Ramiro, promovido a Gran Maestre de la Casa Real. Está autorizado a usar ese título italiano de marqués de Alta Villa Casale Monferrato del Piemonte, desde el 9 de octubre de 1880.
El marquesado de Alta Villa Casale Monferrato del Piamonte es un título nobiliario italiano, concedido en el siglo XV. Fue concedido en el siglo XV a Luis Canali por Alfonso Gonzaga, duque de Mantua. El título de marqués de Alta Villa Casale Monferrato del Piamonte va unido desde entonces por el título de propiedad del Castillo y Torre del municipio Casale Monferrato del Piamonte. La concesión de este título fue confirmada por el sumo pontífice Urbano VIII, así como por Víctor Amadeo y por Carlos Félix, rey de Cerdeña. Desde entonces fue heredado sin interrupción alguna hasta que llegó a Ramiro de la Puente y González Nandín.
- Datos: Q3294780